# S.H.I.E.L.D.
S.H.I.E.L.D., acrônimo de Supreme Headquarters of International Espionage and Law-Enforcement Division (traduzido como o Serviço Hipersecreto de Inteligência, Execução da Lei e Defesa), foi uma série criada por Stan Lee e Jack Kirby em Strange Tales #135 (Agosto de 1965). Em 1991, a sigla mudou para Strategic Hazard Intervention Espionage Logistics Directorate e foi utilizado o acrônimo Superintendência Humana de Intervenção, Espionagem, Logística e Dissuasão para esta versão do inglês. Em 2013, a sigla mudou novamente, agora para Strategic Homeland Intervention, Enforcement and Logistics Division, e a Panini Comics aproveitou novamente a mudança traduzindo para: Superintendência Humana de Intervenções Estratégicas, Logística e Defesa.
É uma super organização, muito mais forte e importante do que qualquer outra (CIA, NSA, FBI, etc). Com uma mega base invisível e flutuante liderada por Nick Fury cuida dos interesses dos EUA e do mundo. E ainda monitora os heróis (em especial os Vingadores) em suas missões, além de ser considerada a "última defesa do mundo" contra ameaças superiores, como os Skrulls, a Hidra, Inumanos, etc.

## História
A S.H.I.E.L.D. foi fundada por Howard Stark, Coronel Chester Phillips e Peggy Carter entre 1948 e 1950 depois da segunda guerra mundial como resposta a descoberta das operações da terrível organização subversiva internacional conhecida como Hydra. Para seu diretor de operações foi convocado o ex-soldado americano e ex-agente da CIA, coronel Nicholas (Nick) Joseph Fury.
Embora seja uma organização internacional, sem vínculos legais com qualquer nação, a maior parte dos agentes e do financiamento da organização partem dos EUA - o que a coloca sob grande influência desse país. É, por isso, motivo de críticas e discussões já por muitos anos o papel de "agente do imperialismo americano" da S.H.I.E.L.D.
Na teoria, seu corpo de diretores é multinacional e somente a ONU pode autorizar ações da agência. Na prática, ela já foi usada como arma pelas potências ocidentais na Guerra Fria e contra governos "rebeldes" do terceiro mundo várias vezes, principalmente pelo Presidente dos E.U.A..
A principal base da S.H.I.E.L.D. está localizada num gigantesco aeroporta-aviões e a agência possuiu escritórios regionais e bases secretas em todas as grandes cidades do ocidente. Embora a maior parte das ações da organização seja secreta sua existência é de conhecimento público, sendo considerado o órgão máximo de manutenção da lei (bem exemplificado na saga Operação: Tolerância Zero, quando eles inutilizam a força-tarefa multinacional elaborada para acabar com a "Ameaça Mutante)".
Nick Fury manteve o cargo de diretor da S.H.I.E.L.D. por décadas, tornando-se uma lenda viva nos meios de manutenção da lei e espionagem internacionais. Diversas vezes seus métodos "diretos" o colocaram em confronto contra os burocratas, políticos e outros que controlam e fiscalizam a organização. Em anos recentes, ele teve de promover um grande "expurgo" na agência para dissolver grupos corruptos e ineficientes instalados na diretoria. Outros dois personagens de importância dentro da Organização são o Coronel Dum Dum Dugan (braço-direito de Fury e segundo em comando) e G.W. Bridge, responsável por assuntos mutantes da organização.
Ainda mais recentemente, porém, Fury teve de se afastar da direção da S.H.I.E.L.D. devido ao escândalo da descoberta de seu envolvimento em uma operação não-autorizada contra o governo democraticamente eleito da Latvéria, na qual usou operativos civis como agentes agressores, entre eles os super-heróis Capitão América, Homem-Aranha, Luke Cage e Viúva Negra. Fury desapareceu e hoje é um renegado, procurado para prestar contas por essa operação desastrosa que se tornou conhecida como "Guerra Secreta".

### Guerra Civil
Após a Guerra Secreta, Maria Hill, uma operativa baseada em Wundagore, foi indicada como Diretora e assumiu o antigo cargo de Fury, sendo agora a responsável pelo comando da S.H.I.E.L.D.. Ela, durante o ataque de Xorn (Coletivo), descobriu através do Homem-Aranha e do Visão sobre os eventos ocorridos durante a Dinastia M, os quais ficaram praticamente ocultos de boa parte da população. Por achar que os Vingadores estavam escondendo informações estratégicas que a S.H.I.E.L.D. não tinha acesso direto, Maria Hill passou a ter sérias restrições quanto à ação deliberada dos super-seres, em especial dos Vingadores.
Quando Nitro foi atacado pelos Novos Guerreiros e liberou uma violenta explosão em Stamford matando centenas de pessoas, ela foi a primeira a tentar colocar o Capitão América do lado da Iniciativa de Registro dos Super Humanos proposta pelo governo. Contudo, Capitão América posicionou-se contra o Registro de Super-Heróis, fugindo de forma espetacular do Aero-porta-aviões e passando a liderar a Resistência Anti-Registro na clandestinidade. Desde então, Maria Hill passou a auxiliar diretamente o grupo Pró-Registro na captura e prisão dos super-heróis da Resistência. Seu papel atuante durante a Guerra Civil foi decisivo, tanto na elaboração das estratégias de caça aos rebeldes anti-Registro quanto na parceria ao lado do Homem de Ferro durante o conflito.
Após Tony Stark ter sido atacado por um de seus antigos colegas dentro da Torre Stark, o qual quase lhe custou a vida, Maria Hill confidencia a ele que nunca cogitou ser a diretora da S.H.I.E.L.D.. Isto posto, ela questiona Stark do porquê ele não assume a agência, já que estava demonstrando grande capacidade de comando à frente do grupo Pró-Registro durante a Guerra Civil. A partir disso, Stark passa a ser o novo Diretor da S.H.I.E.L.D., com Maria Hill como sua imediato.

### Pós-Guerra Civil
Por indicação da ONU, Tony Stark se torna Diretor da S.H.I.E.L.D. e também por proposta de Maria Hill para Tony. Depois das conseqüências da invasão dos Skrulls, o governo dos Estados Unidos destituiu o Homem de Ferro do cargo de diretor e desmantelou a organização.
Após a queda da S.H.I.E.L.D., Norman Osborn (o Duende Verde original) assumiu o cargo de diretor e a transformou na H.A.M.M.E.R. (traduzida para o português, {{M.A.R.T.E.L.O}}., em contraponto ao que seria a tradução de S.H.I.E.L.D., "escudo"). Além disso, roubou a tecnologia da armadura do Homem-de-Ferro (Tony Stark) e tornou-se o Patriota de Ferro, reunindo e liderando seus próprios Vingadores "Sombrios". O grupo de pseudo-heróis, nesta primeira versão, teve a participação de Venom (Mac Gargan, ex-Escorpião), Wolverine (Daken), Miss Marvel (Carla Sofen, a Rocha Lunar), Gavião Arqueiro (o Mercenário), Capitão Marvel (Noh-Varr), Sentinela (Robert Reynolds) e Ares.

### Diretores
- Nick Fury

Na primeira história que a S.H.I.E.L.D. apareceu, era controlada por um agente da Hidra infiltrado, mas Nick Fury descobre isso e acaba virando o mais conhecido e duradouro diretor, normalmente quando ele sai numa missão é substituído momentaneamente por Dum Dum Dugan ou por Sharon Carter. Após a Guerra Secreta, Nick é afastado do cargo e Maria Hill assume seu posto como diretora da S.H.I.E.L.D..
- pedro madeira com super poderes

Toda vez que os "Furys" saiam em missão ela era a diretora. Atualmente com a saída e desaparecimento de Nick Fury Jr. ela é a diretora oficialmente.
- Tony Stark (Homem de Ferro)

Após a Guerra Civil, Tony Stark foi escolhido pelo governo dos EUA pra ser o substituto de Maria Hill (que no período foi subdiretora e teve um caso com Stark) enquanto a Miss Marvel (Carol Danvers) liderava os Vingadores.
- Steve Rogers (Capitão América)

Após ele perder o soro do super soldado ele começou a liderar a Shield e ajudar os vingadores
- Phillip "Phil" Coulson (Segundo a série Marvel's Agents of S.H.I.E.L.D.)

- Nick Fury Jr.

O filho de Nick Fury foi diretor desde que seu pai saiu até a Nova Marvel (está atualmente desaparecido).

### Ex-membros
Lista de agentes: Val Adair, Agent L, Agent M, Agent 9, Agent 60, Agent 74, John Allen, Paul Allen, Dexter Bancroft, Clint Barton (Gavião Arqueiro), Blue Streak, Boothroyd, John Bronson, Laura Brown, Barth Bukowski, Stanley Carter (Sin-Eater), Jeff Cochren, Alec Dalton, Dean Haddad, Carl Delanden, Alex DePaul, Homem Dimensional, Dragoom, Marvin Flumm (Mentallo), Nick Fury, John Garrett, Paul Garwood, Glob, Golem, Goom, Grogg, Groot, Jonathan Hart (Valete de Copas), Joseph Hauser, Hellstorm, Jordan Holiday, James Howlett (Wolverine), Jerry Hunt,Peggy Carter (ex-diretora e fundadora da S.H.I.E.L.D), Roger Juniper, The Kid, Kraa, Lilith, Filha de Dracula, Mumia Viva, M-80, Dr. Myron MacLain, Adam Manna, Manphibian, Rick Mason (o Agente), Chastity McBryde, Monster Ape, Danielle Moonstar, Bobbi Morse (Harpia), Nails, Overrider, Arthur Perry, Kitty Pryde (Lince Negra), David Purcell, Radek, Cliff Randall, Steve Rogers (Capitão America), Jack Rollins, Chcuk Rose, Satana, Frank Schlicting (Constrictor), Silicon, Skul, Tornado do Texas, Marvel Man, Rabble Rouser, Red, Scorpio, Kenjiro Tanaka, Kimberly Taylor, Nate Thurman, Jack Truman, Vamp (Animus/Vamp), Wendell Vaughn (Quasar), Vries, Kali, Kate Waynesboro, Warwolf, Wesley Williams, Sam Wilson (Falcão), Wolfen, Agente Castigan, Agente Goldman, Agente Kyle, Agente Kragg, Agente M, Agente Ratchvek, Agente Simon, Agente Taki, Anthony Stark (Homem de Ferro, ex-Diretor), Maria Hill (ex-diretora executiva), George Washington Bridge, Sharon Carter, Jessica Drew (Mulher-Aranha), Contessa Valentina Allegra di Fontaine, Thaddeus "Dum-Dum" Dugan, Kenneth Hale (Homem Gorilla), Daisy Johnson, Agente Melinda May, Gabriel "Gabe" Jones, Ali Morales, Clay Quartermain, Natasha Romanoff (Viúva Negra), Gail Runciter, Jasper Sitwell, Alexei Vashin, Jimmy Woo, Comandos Selvagens, Agente Phillip "Phil" Coulson
- Agentes honorários, reservas e outros

A.U.T.O.F.A.C., Androide X-4, Boothroyd, Chuck, Impacto 739, Wild Bill

## Tecnologia
A S.H.I.E.L.D. já utilizou uma grande variedade de técnicas avançadas veículos, armas e outros equipamentos. Entre eles:

### Armas
- Pistola calibre.15;
- Pistola de agulha com fogos explosivos;
- Pistola de plasma;
- Pistola Um calibre automático 30;
- Metralhadora.
- ICERS(serie)

### Veículos
- Hellicarrier ou Aeroporta-Aviões;
- "O Ônibus";
- Quinjets;
- "Lola";
- Zephyr Um;
- Módulo de contenção/extração da Zephyr;
- Veículos da Lexus Motors;
- Veículos da Acura Motors;

## Bases de operações
A S.H.I.E.L.D. construiu ao longo dos anos várias bases. A Direção também mantém um certo número de bases terrestres em todo o mundo, mais notavelmente a "Central da S.H.I.E.L.D.", em Nova York. Embora algumas dessas bases sejam acessíveis ao público de forma limitada, a maioria destas não são publicamente divulgadas por razões de segurança planetária. Existem várias bases da S.H.I.E.L.D.. Após os acontecimentos da Guerra Civil, é amplamente especulatório que Nick Fury foi se esconder em uma base americana baseada em abrigos. Segue uma lista de algumas das bases conhecidas da S.H.I.E.L.D.:

### A Central
"The Hub", ou simplesmente "A Central", é uma base de coordenação, supervisão e armazenagem da S.H.I.E.L.D. Sua localização é confidencial, sabe-se que esta foi uma das únicas bases restantes registradas após o "Incidente S.H.I.E.L.D./HYDRA". Não se sabe o que aconteceu com esta base após a volta da S.H.I.E.L.D.

### Triskelion
O Triskelion é o maior centro executivo de direção da S.H.I.E.L.D. É mostrado no filme Capitão América: O Soldado Invernal. Neste localiza-se o escritório do Diretor Fury, pelo menos quando ele ainda era diretor. Sua localização é confidencial e esta foi destruída após o "Incidente S.H.I.E.L.D./HYDRA".

### Caixa de areia
A caixa de areia da S.H.I.E.L.D. é um lugar onde muitos cientistas vão para trabalhar, e também muitas pessoas com poderes que estão no índice estavam lá, até a hora que a Hydra invadiu, e tirou todos de lá.

### Ice Box
A Ice Box, ou "geladeira" é a unidade de contenção máxima da S.H.I.E.L.D. Sua localização é desconhecida, por armazenar os materiais e os indivíduos mais perigosos que a S.H.I.E.L.D. já enfrentou.

### Estilingue
O Estilingue é o centro de direcionamento de logística da S.H.I.E.L.D. De acordo com os protocolos, é para lá que cada objeto, indivíduo ou composto deve ser levado, onde será realizada a perícia e os estudos sobre o mesmo. Caso o produto, para lá encaminhado, seja decretado extremamente perigoso, será enviado através de uma sonda espacial, até regiões espacias desérticas. Mais tarde descobre-se que todos os produtos foram para a Geladeira, para que pudessem ser utilizados como armas em futuras guerras.

### Hellicarrier
É o famoso aéreo-porta-aviões da S.H.I.E.L.D. Uma das principais bases da S.H.I.E.L.D. Este tem estrutura para armazenar, estocar e sediar laboratórios, salas de controle, entre outros. Possui a tecnologia de camuflagem artificial visual e virtual. Conta com sistemas de armamento e defesa de última geração. Embora seja destruído o mesmo passou pela manutenção e está de prontidão para sediar equipes, batalhões e veículos quando houver emergências.

## Outras agências
As seguintes organizações estão relacionadas à S.H.I.E.L.D.:

### A.R.M.O.R.
A.R.M.O.R. - A.R.M.A.D.U.R.A. (Agência para Rastreio e Monitaramento Ampla e Duradoura de Urgências em Realidades Alternativas) é uma agência irmã da S.H.I.E.L.D. que monitora incursões de realidade alternativa na Terra-616 e é dirigido por Charles Little Sky. Foi introduzido na série limitada Marvel Zombies 3, escrita por Fred Van Lente. Van Lente afirmou que A.R.M.O.R. "existe com eles esse tempo todo, mas tem sido tão incrivelmente secreto que ninguém na Marvel sabia disso". Nos quadrinhos é afirmado que A.R.M.O.R. é tão secreto que 'faz S.W.O.R.D. (E.S.P.A.D.A.) parece S.H.I.E.L.D., e S.H.I.E.L.D. parecem os Correios'. Durante o Reinado Sombrio, A.R.M.O.R. opera sob a supervisão da H.A.M.M.E.R. (M.A.R.T.E.L.O.) mas Osborn queria absorver totalmente A.R.M.O.R. em H.A.M.M.E.R. Eles foram capazes de se manter fora das garras de Osborn quando sua mais nova agente, Lyra, baixou provas incriminatórias contra ele.

### H.A.M.M.E.R.
H.A.M.M.E.R. - M.A.R.T.E.L.O. substitui a S.H.I.E.L.D. depois que é dissolvido quando Norman Osborn é nomeado o novo chefe após a conclusão do ataque Skrull. Não foi estabelecido o que H.A.M.M.E.R. apoia; em Dark Avengers #1, Osborn disse a Victoria Hand, a nova vice-diretora, que representa algo, e quando ela perguntou o que significa, ele disse a ela: "Trabalhe nisso para mim. muitas coisas na sua lista de 'A Fazer'." Ex-S.H.I.E.L.D. agentes e membros da Hydra são contratados como agentes. H.A.M.M.E.R. promove a equipe pessoal de Vingadores de Osborn, um grupo composto principalmente por ex-membros dos Thunderbolts e ex-membros dos Poderosos Vingadores. Osborn também elimina toda a influência de Tony Stark na S.H.I.E.L.D., incluindo a Armadura do Assassino do Cabo e o Aeroporta-Aviões Vermelho e Dourado. Ele também substitui todos os agentes leais a Nick Fury, Capitão América ou Homem de Ferro por agentes leais a si mesmo. Além disso, em Captain America: Reborn Prelude, quando Pecado, que é capturado por H.A.M.M.E.R, pergunta o que significa, o agente presente diz que é confidencial e ela não tem autorização de segurança.

### S.P.E.A.R.
S.P.E.A.R. - L.A.N.Ç.A. —nas páginas de Avengers World - é uma organização chinesa de coleta de inteligência criada para a segurança interna e tem uma sede voadora chamada Círculo. Foi criado pelo governo chinês para estar no mesmo nível que a S.H.I.E.L.D. após a invasão da Terra por Thanos. Falcon encontrou pela primeira vez S.P.E.A.R. e seu diretor, Xian Zheng, no momento em que Gorgon planejava lançar um ataque à China usando o dragão gigante cuja cabeça é onde Madripoor cresce. Quando a Mão atacou o Círculo, eles implantaram sua própria equipe de resposta sobre-humana chamada Ascendentes, que consiste em Devastador III, Rei Macaco, Sabre III, Vector II e Bruxa do Tempo.

### S.T.R.I.K.E.
S.T.R.I.K.E. (Resposta Tática Especial para Emergências-Chave Internacionais) era uma agência britânica, não relacionada, mas com linhas semelhantes à S.H.I.E.L.D. Dissolvido após ser infiltrado e assumido por uma organização criminosa, um de seus membros era o futuro X-Man Psylocke. Foi introduzido em Captain Britain #17 (2 de fevereiro de 1977) da Marvel UK.

### EuroM.I.N.D. e S.H.A.P.E.
EuroM.I.N.D. (Divisão Europeia de Investigação e Execução de Monitoramento) é uma subdivisão europeia da S.H.I.E.L.D. que mais tarde caiu sob o controle da S.H.A.P.E. (Sede Suprema das Potências Aliadas na Europa). O diretor da EuroM.I.N.D. é François Borillon. Seus agentes incluem o grupo de reconhecimento científico Eurolab e o grupo de especialistas em combate Task Force, que então se fundiram em um grupo conhecido como Euroforce.

## Em outras mídias
- S.H.I.E.L.D. aparece no programa de televisão "Homem-Aranha e seus amigos", no episodio "Missão: Salvar o Guardstar".
- Em 1998, foi lançado o filme para a TV norte-americana Nick Fury: Agent of S.H.I.E.L.D. estrelado por David Hasselhoff.
- S.H.I.E.L.D. apareceu nos filmes animados Ultimate Avengers e Ultimate Avengers 2, que são baseadas no gibi "Os supremos" no Universo Marvel Ultimate.
- S.H.I.E.L.D. aparecia no vídeo game PlayStation 2 O Justiceiro.
- S.H.I.E.L.D. tem um papel importante em Marvel: Ultimate Alliance. Agentes de S.H.I.E.L.D.. É uma equipe bônus se você tiver Capitão América, Nick Fury, Mulher-Aranha, Wolverine na sua equipe.
- S.H.I.E.L.D. aparece em um certo número de vezes em 1990 na série animada Marvel do Homem Aranha: Nick Fury e o "Agente 1" (eventualmente Sharon Carter).
- Incrível Hulk: série animada. Gabriel Jones foi incluído na qualidade de membro dos Caça-Hulk.
- Homem de Ferro: série animada tinha Stark trabalhando com Nick Fury e Dum Dum Dugan.
- S.H.I.E.L.D. e Nick Fury fizeram várias aparições na série animada X-Men: Evolution.

### Cinema
- No filme Homem de Ferro (2008) a agência é citada várias vezes através do agente Phil Coulson, e por fim vemos Nick Fury, que é interpretado por Samuel L. Jackson (uma adaptação da versão Ultimate do personagem) falando com Tony Stark sobre o projeto Vingadores.
- No filme Incrível Hulk (2008), a S.H.I.E.L.D. retorna. Durante a abertura dos créditos do filme, o nome de Nick Fury aparece brevemente sobre um documento governamental, e o General Thunderbolt Ross usa a S.H.I.E.L.D para ajudá-lo a acompanhar e-mails de Bruce Banner.
- No filme Homem de Ferro 2 (2010), Tony Stark é chamado para conversar com Nick Fury, diretor da S.H.I.E.L.D., que revela que sua nova assistente é uma agente infiltrada, Natasha Romanoff (Víuva Negra), e lhe entrega um baú com os velhos objetos de seu pai, que podem ser usados para achar uma cura para seu envenenamento de paládio. É revelado que que o pai de Tony Stark, Howard Stark, foi um dos fundadores da S.H.I.E.L.D.
- No filme Thor (2011), a S.H.I.E.L.D. aparece para investigar o aparecimento do martelo de Thor, Mjolnir, no Novo México sob o comando do agente Phil Coulson, do agente Jasper Sitwell e do agente Clint Barton (Gavião Arqueiro). No final, Nick Fury pede ao professor Erik Selvig que estude o Tesseract sem suspeitar que o professor está sendo manipulado por Loki.
- No filme Capitão América: O Primeiro Vingador (2011), aparece como precursora da S.H.I.E.L.D. na Segunda Guerra Mundial, a R.C.E. que transforma Steve Rogers no Capitão América e combate a organização do Caveira Vermelha, a Hidra. No final do filme, a S.H.I.E.L.D. encontra o Capitão América congelado no Ártico, revive-o e apresenta-o ao mundo moderno.
- No filme Os Vingadores (2012), a S.H.I.E.L.D. tem o Tesseract roubado por Loki e apressa-se a reunir no Helicarrier da agência uma equipa de super-heróis denominada Vingadores (Homem de Ferro, Hulk, Thor, Capitão América, Víuva Negra e Gavião Arqueiro) sob o comando de Nick Fury e Maria Hill para recuperar o Tesseract, derrotar Loki e parar a invasão da raça alienígena dos Chitauri à Terra.
- No filme Homem de Ferro 3 (2013), Tony Stark pede ao seu computador J.A.R.V.I.S. que pesquise a base de dados da S.H.I.E.L.D. na esperança que consiga descobrir alguma coisa sobre o Mandarin e sobre as misteriosas explosões provocadas pelo vírus Extremis.
- No filme Thor: The Dark World (2013), Jane Foster e Darcy Lewis mencionam que a S.H.I.E.L.D viria a Londres investigar os estranhos acontecimentos causados pela Convergência dos Nove Reinos e pelo regresso de Malekith, caso elas os relatassem. Esta investigação é retratada no episódio 8 da primeira temporada da série Agents of S.H.I.E.L.D.
- No filme Captain America: The Winter Soldier (2014), é mostrada a sede da S.H.I.E.L.D em Washington D.C., a Triskelion. É apresentada a equipa S.T.R.I.K.E que é uma equipe da S.H.I.E.L.D. liderada pelo Capitão América para resolver missões à volta do mundo e que tem como integrante Brock Rumlow (Ossos Cruzados). É revelado que existe uma conspiração nos círculos mais elevados da S.H.I.E.L.D. para a criação de armamento pesado como Helicarriers e Quinjets com o falso propósito de proteger o mundo, mas que na realidade serve para construir um mundo melhor através da destruição do antigo (Projeto Insight). Descobre-se também que após o desaparecimento do Caveira Vermelha, a Hidra se infiltrou no interior da S.H.I.E.L.D. através de Arnim Zola e do Barão Wolfgang von Strucker e que a agência possui vários agentes infiltrados da Hidra (Alexander Pierce, Brock Rumlow e Jasper Sitwell) e que está por detrás do programa que transformou Bucky Barnes no Soldado Invernal. No fim, após a derrota da Hidra, a S.H.I.E.L.D. é fechada devido ao facto de todos os segredos da agência terem sido revelados ao mundo.
- No filme Avengers: Age of Ultron (2015), Nick Fury aparece em Sokovia na última batalha contra Ultron em um aeroporta-avião velho da S.H.I.E.L.D., que ajuda a população da cidade flutuante a escapar da morte.
- No filme Homem-Formiga (2015), Hank Pym se demite da S.H.I.E.L.D. após descobrir que a organização estava tentando usar sua tecnologia de encolhimento para dobrar o tamanho. Nessa mesma cena são mostrados Peggy Carter, Howard Stark e Mitchell Carson.
- No filme Capitão América: Guerra Civil (2016), a S.H.I.E.L.D. não é mostrada, mas mencionada por James Rhodes, melhor amigo de Tony Stark e também conhecido como Maquina de Combate (2010, 2015, 2016) ou Patriota de Ferro (2013) no momento em que o general Thunderbolt Ross exibe aos Vingadores todas as tragédias em que eles cometeram ou um membro singular individualmente com mais Vingadores.